# Trentepohlia saipanensis
Trentepohlia saipanensis là một loài ruồi trong họ Limoniidae. Chúng phân bố ở miền Australasia.